# 梅原賢一郎
梅原 賢一郎（うめはら けんいちろう、1953年9月4日 - ）は、日本の芸術学者。京都造形芸術大学芸術学部通信教育部芸術学科芸術学コース元教授。専攻は芸術学・美学。父は哲学者の梅原猛。妻の美也子はノーベル化学賞も受賞した化学者の福井謙一の長女（2007年没）。姉はヴァイオリニストの梅原ひまり。

## 来歴・人物
1953年京都府京都市生まれ。京都大学文学部哲学科卒業。京都大学大学院文学研究科博士課程修了。京都造形芸術大学芸術学部助教授、滋賀県立大学人間文化学部助教授・教授を経て、京都造形芸術大学芸術学部教授。2019年3月定年退職。祭りや聖地や街のフィールドワークをしながら芸術や信仰や道徳について、身体や肉を軸に、新しい視座から思考する。

## 主な著作

### 単著
- 『カミの現象学 身体から見た日本文化論』（角川叢書）
- 『感覚のレッスン』（角川学芸出版）

### 共著
- 『横川の光 比叡山物語』（梅原猛、今出川行雲、奥田昭則との共著 角川学芸出版）

### 編著
- 『不在の空「いま・ここ」を生きた女性の肖像』（梅原美也子著 角川学芸出版）